# آتامانوفکا (باشقیرستان)
آتامانوفکا (انگلیسی: Atamanovka, Republic of Bashkortostan) یک شهرک در شهرستان کاراایدلسکی استان باشقیرستان کشور روسیه است.